# كلاحيم
كلاحيم (بالعبرية: קְלָחִים‏) هو موشاف في جنوب إسرائيل. يقع في شمال غربي النقب بالقرب من نتيفوت، ويقع ضِمن نطاق مجلس مرحافيم الإقليمي. في 2019، بلغ عدد سكانه 643.

## التاريخ
تأسس الموشاف عام 1954 من قبل مهاجرين يهود ولاجئين من إيران والمغرب وتونس. كان يسمى في البداية شوفال داليد ثم شادما، قبل أن يتبنى اسمه الحالي.

## وصلات خارجية
- Klahim Negev Information Centre